# 戴秉衡 (心理学家)
戴秉衡（英語：Bingham Dai，1899年—1996年），福建古田人，美国华裔社会心理学家。他亦是中国首位精神分析治疗师。

## 生平
戴秉衡于1923年毕业于上海圣约翰大学。后前往天津任中学教师。1924年，他曾参加梁漱溟在山东曹州中学主持的教育实验。1929年考取福建省公费留学生，赴美国芝加哥大学学习。他最初攻读教育学，但后来转攻社会学，师从著名社会学家罗伯特·E·帕克。1932年获硕士学位。1935年，他又在赫伯特·布鲁默指导下完成博士论文《芝加哥的鸦片瘾》（Opium Addiction in Chicago）。该论文于1937年由上海商务印书馆出版。在芝加哥大学就读期间，他还师从著名精神病学家哈里·斯塔克·沙利文学习访谈技术，并在芝加哥精神分析学院跟随莱昂·索尔（Leon Saul）接受精神分析训练，由此也成为了第一位华人精神分析治疗师。博士毕业后戴秉衡回到中国，于1936年至1939年间任职于北平协和医学院神经精神科。期间，他曾讲授精神分析课程，是中国首次开设这一课程。1939年戴秉衡回到美国，任教于费斯克大学社会学系。1943年转至杜克大学任教，直至1969年退休。晚年他迁居北卡罗来纳州斯普鲁斯派恩，并在附近的阿巴拉契亚州立大学授课。他于1996年逝世，终年97岁。